# Bloomer, Wisconsin
Bloomer là một thành phố thuộc quận Chippewa, tiểu bang Wisconsin, Hoa Kỳ. Năm 2000, dân số của thành phố này là 3347 người.